# Hydropsyche gerostizai
Hydropsyche gerostizai är en nattsländeart som beskrevs av Wolfram Mey 1998. Hydropsyche gerostizai ingår i släktet Hydropsyche och familjen ryssjenattsländor. Inga underarter finns listade i Catalogue of Life.